# 福沢周亮
福沢 周亮（ふくざわ しゅうすけ、1933年4月26日 - 2018年9月15日）は、日本の教育心理学者、筑波大学名誉教授。

## 来歴
長野県生まれ。1956年東京教育大学心理学科卒、1963年同大学院教育学研究科博士課程満期退学。1973年「漢字の読字学習に関する教育心理学的研究」で教育学博士の学位を取得。埼玉大学教育学部助教授、東京教育大学教育学部講師、助教授を経て、筑波大学心理学系教授。1997年定年退官、筑波大学名誉教授。同年から聖徳大学児童学部児童学科教授、児童学研究科長を務め、2015年に退任。同年、聖徳大学名誉教授。1996～1999年には、日本読書学会会長を務めた。2018年9月15日、敗血症により85歳で死去。叙正四位、瑞宝中綬章追贈。

## 著書
- 『幼児の言語』 日本文化科学社 インファント・ライブラリー、1970
- 『漢字の読字学習 その教育心理学的研究』 学燈社、1976
- 『言葉と教育』 放送大学、1991
- 『幼児の知育相談室 知的発達を援助する84問・84答』 教育出版、1999

### 共編著
- 『国語科における思考の発達』鈴木治,井上尚美共編、明治図書出版、1972
- 『文学教材における言語と思考 国語教育の実践的課題』倉沢栄吉共編、明治図書出版、1974
- 『幼児の国語 その指導の実際』編著 高木和子,斉藤稔子著、ひかりのくに、1975 実用保育選書
- 『教科学習の心理学』辰野千寿共編著、日本図書文化協会、1978
- 『三年生の心理』編 大日本図書 現代心理学ブックス. 小学生の心理、1978
- 『四年生の心理』編 大日本図書 現代心理学ブックス. 小学生の心理、1978
- 『小学校における効果的な語彙指導』岡本まさ子共編著、教育出版、1981
- 『現代教育心理学』編、教育出版、1982
- 『定着をめざした学習基本語彙の指導 小学校』岡本まさ子共編著、教育出版、1983
- 『現代幼児教育心理学』今井靖親共編、教育出版、1985
- 『子どもの言語心理』編、大日本図書 現代心理学ブックス、1987
- 『子どもと本の心理学』編、大日本図書 現代心理学ブックス、1991
- 『国語教育・カウンセリングと一般意味論』井上尚美共著、明治図書出版 授業改革理論双書、1996
- 『言葉の心理と教育』編、教育出版、1996
- 『幼児のことばの指導』池田進一共著、教育出版、1996
- 『学校心理学ハンドブック 「学校の力」の発見』石隈利紀,小野瀬雅人と責任編集 日本学校心理学会編、教育出版、2004
- 『看護コミュニケーション 基礎知識と実際』桜井俊子共編著、教育出版 2006
- 『教科心理学ハンドブック 教科教育学と教育心理学による"わかる授業の実証的探究"』小野瀬雅人共編著、図書文化社、2010
- 『発達と教育のための心理学初歩』都築忠義共編、ナカニシヤ出版、2011

## 論文
- 永沢幸七, 福沢周亮「読書力に関する一考察--意味把握・読書速度等の相互関係を中心にして」『読書科学』第4巻第3号、日本読書学会、1960年2月、51-57頁、ISSN 0387284X、NAID 40002692755。
- 「連想法による小学校児童の熟知語に関する研究」『東京教育大学教育学部紀要』 12 1965
- 「連想法による小学校児童の熟知語に関する研究 II 」『東京教育大学教育学部紀要』 14 1967
- 「漢字における読字の困難点に関する発達的研究 I 」『読書科学』 第11巻 3号 1968
- 「言語教育」『児童心理学講座 3. 言語機能の発達』 金子書房 1969
- 福沢周亮「漢字を学習材料とした読字学習の機構に関する研究:I : 児童における日本語2音節と図形の有意味度と熟知度」『教育心理学研究』第18巻第3号、日本教育心理学会、1970年、158-165頁、doi:10.5926/jjep1953.18.3_158、ISSN 0021-5015、NAID 120006386506。
- 福沢周亮「国語教育に関する心理学的研究:読みの能力を中心として」『教育心理学研究』第21巻第1号、The Japanese Association of Educational Psychology、1973年、56-61頁、doi:10.5926/jjep1953.21.1_56、ISSN 0021-5015、NAID 130004623294。
- 「教育漢字における読字学習のための基本語彙に関する研究」『読書科学』 第18巻 1号 - 2号 1974
- 福沢周亮, 堀啓造, 池田進一「教育心理学書の分析」『筑波大学心理学研究』第2号、筑波大学心理学系、1980年3月、43-56頁、ISSN 0915-8952、NAID 110000258814。
- FUKUZAWA, S and ONOSE, M and FUKUDA, Y and NISHITANI, K「Trends in the Psychological Studies of Reading in Japan」『プシコロギア, 東洋国際心理学誌』第33巻、1990年、1-20頁、ISSN 00332852、NAID 110000006239。
- 「『三匹の子ぶた』に関する心理学的研究 (1)(2)(3)」『筑波大学心理学研究』 第14号 1992・15号 1993・16号 1994

## 参考
- 『幼児の知育相談室』著者紹介
- セブンネット
- 大泉溥 編 編『日本心理学者事典』クレス出版、2003年、920頁。ISBN 4-87733-171-9。